# V423 Большой Медведицы
V423 Большой Медведицы (лат. V423 Ursae Majoris) — двойная затменная переменная звезда типа W Большой Медведицы (EW) в созвездии Большой Медведицы на расстоянии (вычисленном из значения параллакса) приблизительно 6253 световых лет (около 1917 парсеков) от Солнца. Видимая звёздная величина звезды — от +15,1m до +14,86m. Орбитальный период — около 0,3432 суток (8,2357 часов).